# Cystodictya divisa
Cystodictya divisa är en mossdjursart som beskrevs av Rogers 1900. Cystodictya divisa ingår i släktet Cystodictya och familjen Cystodictyonidae. Inga underarter finns listade i Catalogue of Life.